# Cressier FR
| FR ist das Kürzel für den Kanton Freiburg in der Schweiz. Es wird verwendet, um Verwechslungen mit anderen Einträgen des Namens Cressier zu vermeiden. |

Cressier (Freiburger Patois Kressiⓘ) ist eine politische Gemeinde im District du Lac (deutsch: Seebezirk) des Kantons Freiburg in der Schweiz. Der deutsche Name Grissach wird heute kaum mehr verwendet.

## Geographie
Cressier liegt auf 569 m ü. M., 4 km südöstlich des Bezirkshauptortes Murten (Luftlinie). Das Dorf erstreckt sich an aussichtsreicher Lage auf einem Plateau östlich der Waldhöhe Bouley, über dem Tal der Biberen (französisch: La Bibera), in den Molassehöhen im nördlichen Freiburger Mittelland.
Die Fläche des 4,2 km² grossen Gemeindegebiets umfasst einen Abschnitt der vom eiszeitlichen Rhonegletscher überformten Molassehöhen zwischen dem Murtensee und dem Saanetal. Der zentrale Gemeindeteil wird vom Plateau von Cressier eingenommen. Dieses Plateau wird im Süden von der bis zu 500 m breiten Talniederung der Biberen, im Osten von der Ebene des Jeussfeldes begrenzt. Jenseits der Biberen gehört auch der Wald Bois des Planches unterhalb von Guschelmuth noch zu Cressier. Nach Westen erstreckt sich der Gemeindeboden auf die Waldhöhe Bouley, die mit 630 m ü. M. den höchsten Punkt von Cressier bildet. Ein schmaler Streifen reicht nach Südwesten entlang des linken Talhangs der Biberen (Bois de Palud) bis zum Oberholz (bis 620 m ü. M.). Von der Gemeindefläche entfielen 1997 8 % auf Siedlungen, 19 % auf Wald und Gehölze und 73 % auf Landwirtschaft.
Zu Cressier gehören das Gewerbegebiet beim Bahnhof sowie einige Einzelhöfe. Nachbargemeinden von Cressier sind Gurmels, Courtepin und Murten im Kanton Freiburg sowie Münchenwiler im Kanton Bern.

## Bevölkerung
Mit 1094 Einwohnern (Stand 31. Dezember 2023) gehört Cressier zu den kleineren Gemeinden des Kantons Freiburg. Die Bevölkerungszahl von Cressier belief sich 1850 auf 326 Einwohner, 1900 auf 350 Einwohner. Danach pendelte die Bevölkerungszahl bis 1950 im Bereich zwischen 370 und 400 Einwohnern. Seither wurde ein deutliches Bevölkerungswachstum verzeichnet, insbesondere während der 1980er- und 1990er-Jahre.

### Sprachen
Von den Bewohnern sind 54,1 % französischsprachig, 40,1 % deutschsprachig, und 1,9 % sprechen Portugiesisch (Stand 2000). Cressier ist damit heute noch mehrheitlich französischsprachig, wobei in den letzten Jahren der Anteil der Deutsch sprechenden Bevölkerung zugenommen hat. Das Dorf ist mit Ausnahme von Wallenried (im Südwesten) rundum von überwiegend deutschsprachigen Gemeinden umgeben. Hausinschriften weisen darauf hin, dass Cressier schon vom 17. bis zu Beginn des 19. Jahrhunderts zweisprachig war. Nachher hatte Französisch jedoch wieder die Oberhand gewonnen.

## Wirtschaft
Cressier war bis Mitte des 20. Jahrhunderts ein vorwiegend durch die Landwirtschaft geprägtes Dorf. Heute haben der Ackerbau, der Obstbau und die Viehzucht nur noch einen geringen Stellenwert in der Erwerbsstruktur der Bevölkerung. Weitere Arbeitsplätze sind im lokalen Kleingewerbe und im Dienstleistungssektor vorhanden. Grössere Gewerbebetriebe haben sich seit den 1960er-Jahren im Tal der Biberen beim Bahnhof und am Ostfuss des Plateaus auf dem Pra-Rond niedergelassen. Wichtigster Arbeitgeber ist derzeit die DiaMed-Gruppe (Medizintechnik). Daneben gibt es weitere Unternehmen, die sich auf die Herstellung von Pumpen, Röntgenanlagen, auf das Baugewerbe, den Gartenbau und den Weinhandel spezialisiert haben. In den letzten Jahrzehnten hat sich das Dorf dank seiner attraktiven Lage auch zu einer Wohngemeinde entwickelt. Viele Erwerbstätige sind deshalb Wegpendler, die hauptsächlich in den Regionen Freiburg und Murten arbeiten.

## Verkehr
Die Gemeinde ist verkehrsmässig recht gut erschlossen. Sie liegt nahe der Hauptstrasse von Murten nach Düdingen. Der nächste Anschluss an die Autobahn A1 (Bern-Lausanne) befindet sich rund 7 km vom Ortskern entfernt. Am 23. August 1898 wurde die Eisenbahnlinie von Murten nach Freiburg mit einem Bahnhof in Cressier in Betrieb genommen.

## Geschichte
Das Gemeindegebiet von Cressier war schon sehr früh besiedelt. So fand man Siedlungsspuren aus der Bronzezeit und Grabhügel aus der Hallstattzeit. Die erste urkundliche Erwähnung des Ortes erfolgte 1080 unter dem Namen Crissey. Später erschienen die Bezeichnungen Crissiei (1172), Crissie (1182), Cressier (1243), das deutsche Grissacho (1249), Crissye (1285) und Grissachen (1558). Der Ortsname geht auf den gallorömischen Personennamen Crisc(i)us zurück.
Seit dem 12. Jahrhundert war Cressier eine eigene kleine Herrschaft, die als Lehen zum Besitz der Grafen von Thierstein gehörte. Durch Kauf kam das Dorf 1442 unter die Herrschaft von Freiburg und war fortan Teil der Alten Landschaft (Spitalpanner). Nach dem Zusammenbruch des Ancien Régime (1798) gehörte Cressier während der Helvetik und der darauf folgenden Zeit zum Distrikt Freiburg und ab 1831 zum Deutschen Bezirk Freiburg, bevor es 1848 mit der neuen Kantonsverfassung in den Seebezirk eingegliedert wurde.

## Sehenswürdigkeiten
Die katholische Pfarrkirche von Cressier geht im Kern auf das 12. Jahrhundert zurück. Ihre heutige Gestalt erhielt die Kirche Saint-Jean-Baptiste beim Neubau im klassizistischen Stil in der Zeit von 1841 bis 1844. Die Ausstattung stammt zum Teil vom Vorgängerbau, unter anderem Statuen und Ölbilder aus dem 17. und 18. Jahrhundert.
Nördlich der Kirche steht das Schloss, das 1665 im Landhausstil an der Stelle einer ehemaligen Burg der Herren von Cressier erbaut wurde. Das Gebäude wurde im 18. und 19. Jahrhundert umgestaltet und nach einem Brand 1974 umfassend restauriert. Bemerkenswert ist die reiche Bemalung der Wände und Decken im Kleinen und im Grossen Saal des Schlosses.
Im Ortskern von Cressier sind einige charakteristische Bauernhäuser aus dem 17. bis 19. Jahrhundert erhalten. Auf der Höhe westlich des Dorfes steht die Kapelle Saint-Urbain, die auf das 15. Jahrhundert zurückgeht und 1697 erneuert wurde.

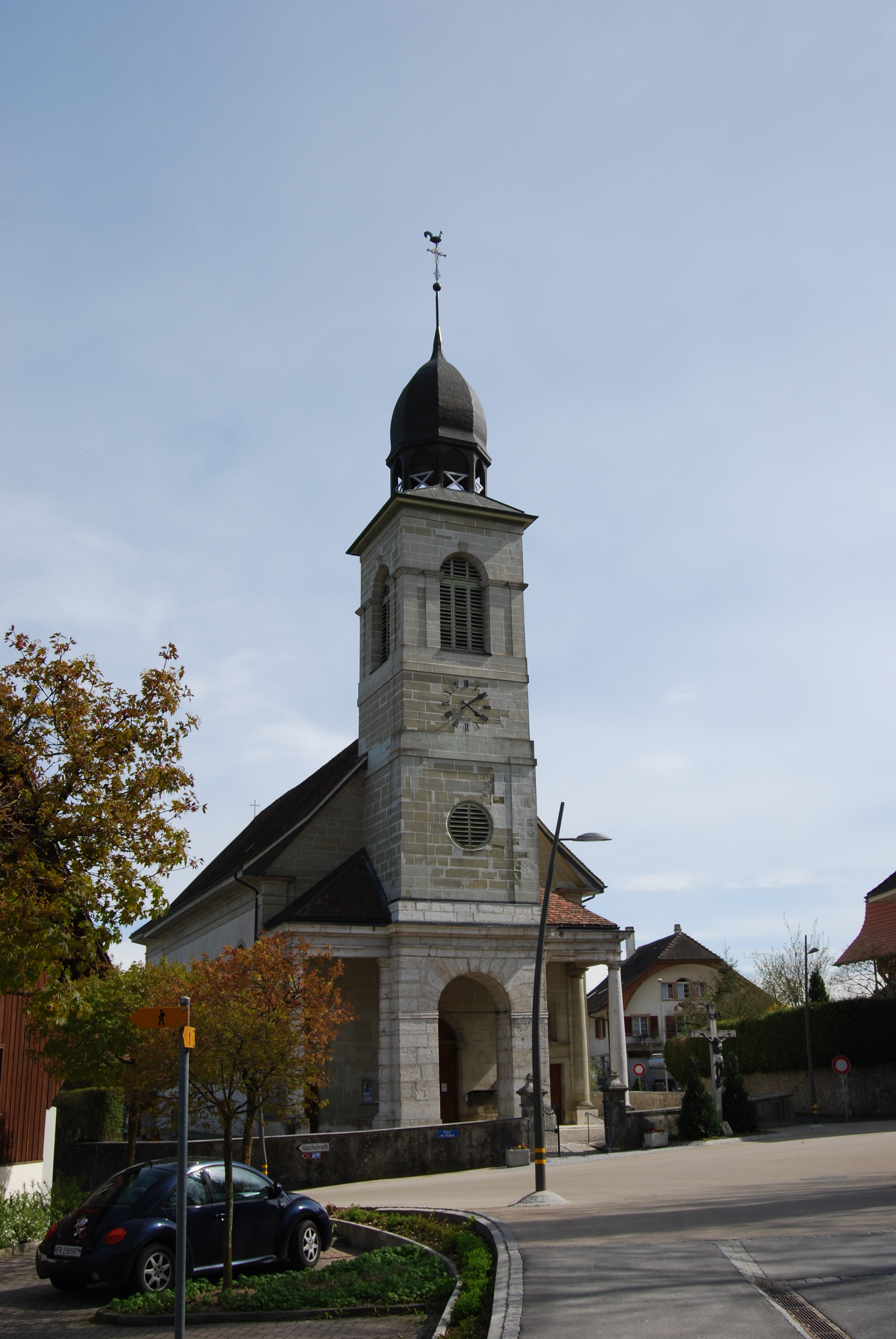
Katholische Kirche
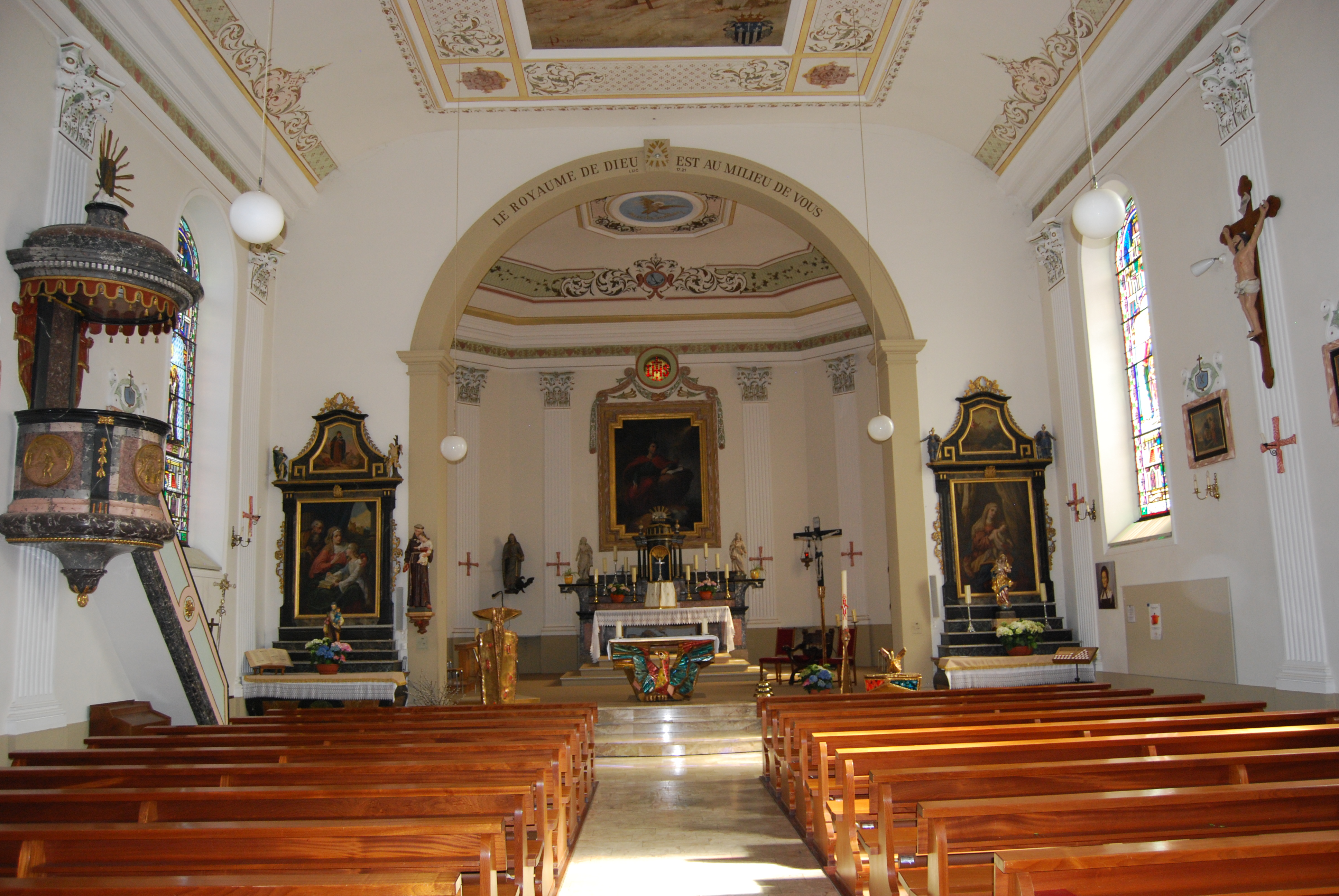
Innenansicht der Kirche
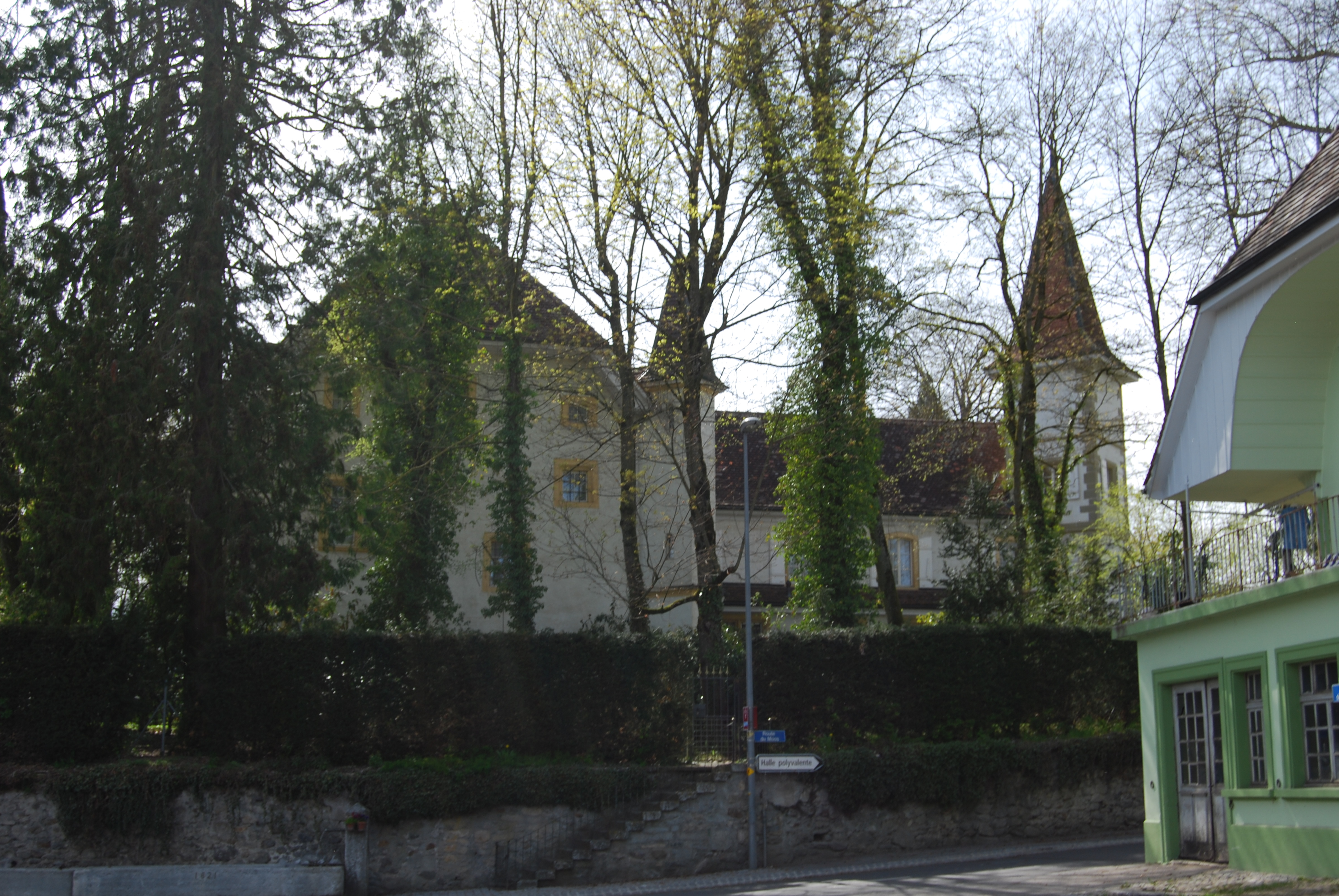
Manoir de Reynold
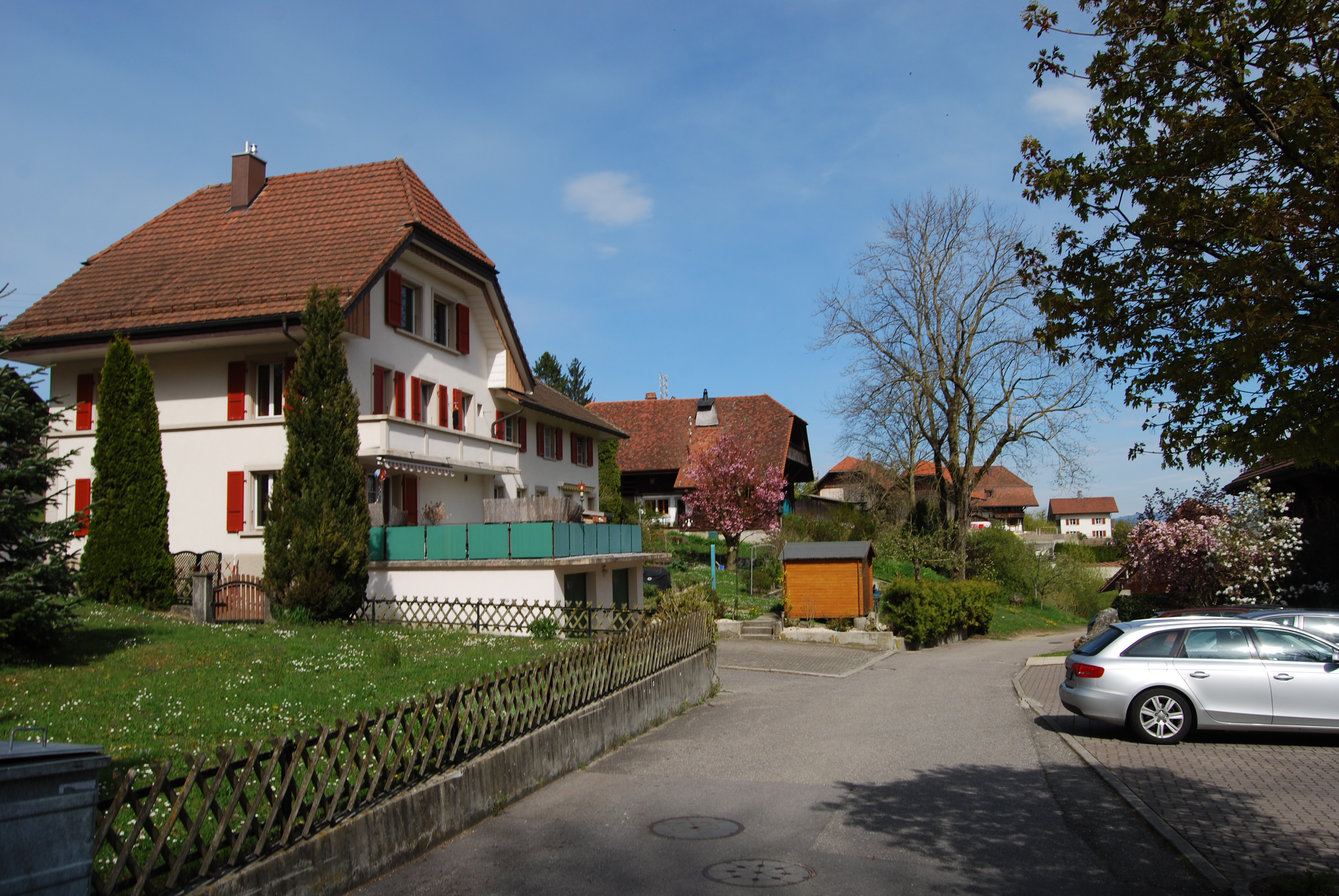
Dorfstrasse
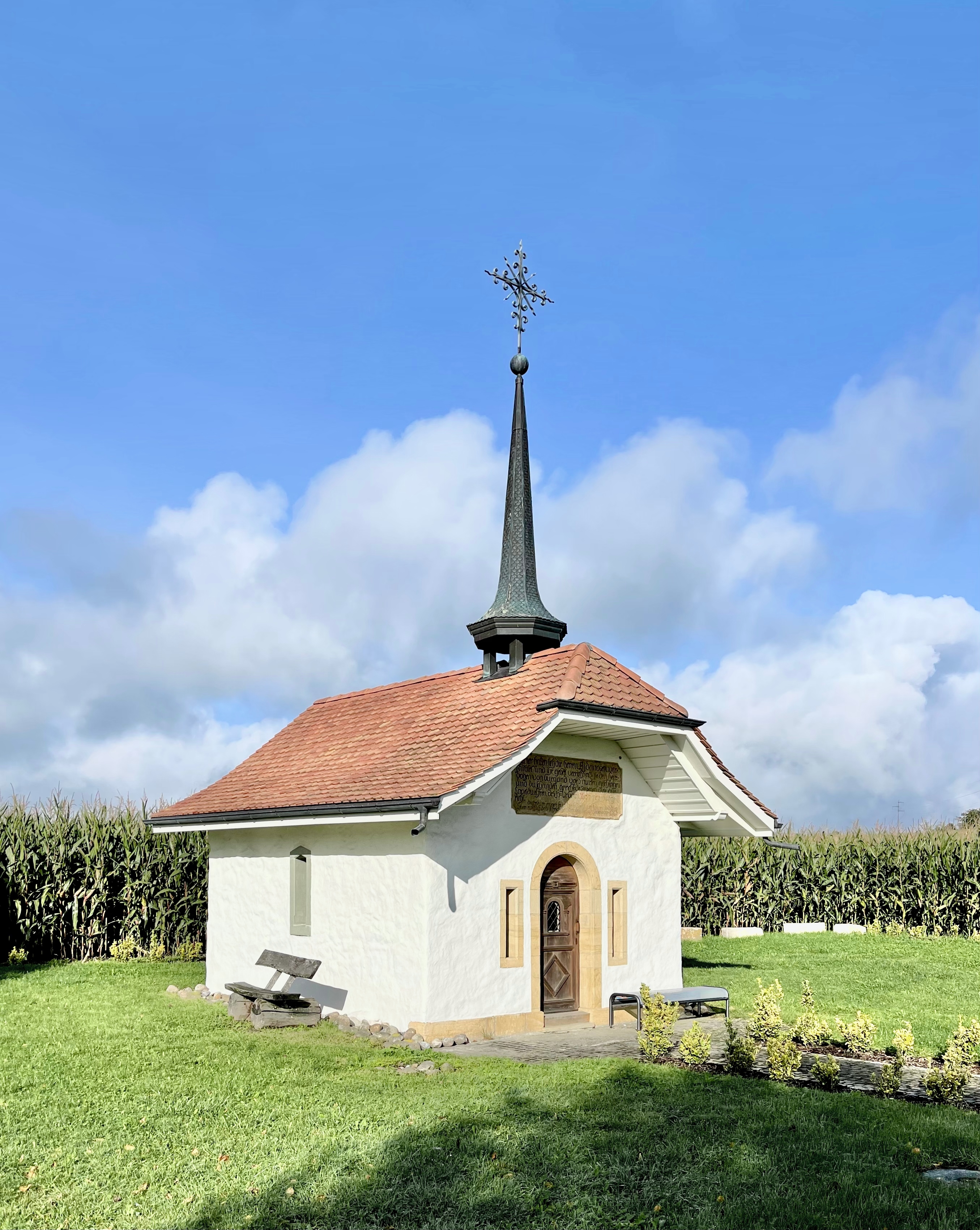
Kapelle St. Urbain